# Teodor Kulawczuk
Teodor Mieczysław Kulawczuk (ur. 5 sierpnia 1935, zm. 3 marca 2025) – polski ekonomista, profesor nauk ekonomicznych.

## Życiorys
W 1960 r. ukończył studia ekonomiczne w Wyższej Szkole Ekonomicznej w Katowicach, w 1965 r. obronił pracę doktorską pt. Prawidłowości statystyczne w kształtowaniu się absencji i ich wpływ na działalność ekonomiczną przedsiębiorstwa przemysłowego, której promotorem był prof. Maksymilian Ziomek, w 1973 r. habilitował się na podstawie pracy zatytułowanej Statystyczno-ekonometryczne badanie wydajności pracy w gospodarce socjalistycznej. W 1984 r. uzyskał tytuł profesora nauk ekonomicznych.
Był pracownikiem naukowym na Uniwersytecie Gdańskim, w Sopockiej Szkole Wyższej z siedzibą w Sopocie, oraz w Wyższej Szkole Turystyki i Hotelarstwa w Gdańsku.
Został członkiem Komitetu Statystyki i Ekonometrii PAN.